# Cộng hòa Xô viết Xã hội chủ nghĩa Latvia
Cộng hòa Xô viết Xã hội chủ nghĩa Latvia (tiếng Latvia: Latvijas Sociālistiskā Padomju Republika, viết tắt là LSPR) là một nước cộng hòa xã hội chủ nghĩa nổi lên trong Chiến tranh giành độc lập Latvia và được thành lập vào ngày 17 tháng 12 năm 1918. Bắt đầu vào mùa xuân năm 1919, các lực lượng chính phủ Latvia bắt đầu chiến đấu chống lại Hồng quân Liên Xô và chiếm lại thủ đô Riga vào ngày 22 tháng 5 năm 1919. Cộng hòa Xô viết Xã hội chủ nghĩa Latvia cuối cùng đã bị loại bỏ vào năm 1920. Người đứng đầu chính phủ là Pēteris Stučka với Jlijs Daniševskis làm phó chủ tịch.
Được Moskva công nhận năm ngày sau khi tuyên bố, Stučka đã tận tình giới thiệu các biện pháp đã được áp dụng bởi những người cộng sản ở các khu vực khác, bao gồm cả việc chấm dứt một số biện pháp của Iskolat bị mất tích. Giai cấp tư sản bị thu hồi và đất đai bị quốc hữu hóa, nhưng vì điều này ảnh hưởng tiêu cực đến sản xuất lương thực kể từ khi nông dân từ chối cung cấp cho các thành phố những điều kiện áp đặt cho họ bởi những người Bolshevik, sự ủng hộ phổ biến đã nhanh chóng bị mất. Chẳng mấy chốc, Khủng bố Đỏ đã bắt đầu với những thử nghiệm tóm tắt chống lại những kẻ phản cách mạng thông qua các tòa án cách mạng.
Vào mùa xuân năm 1919 các nước Đồng minh với freikorps Đức phát động tấn công của họ. Vào ngày 22 tháng 5 họ mất Riga và chính phủ Liên Xô phải chuyển sang Daugavpils, kiểm soát chỉ Latgale (phía đông Latvia), nhưng điều này được thực hiện trên 5 tháng của năm 1920 sau hai ngày chiến đấu mãnh liệt cho Ba Lan và quân đội Latvia. Chính phủ Stučka phải được phục hồi ở Rēzekne. Cuối cùng, nền cộng hòa chính thức bị bãi bỏ vào ngày 13 tháng 1.